# Камышеваха (Амвросиевский район)
Камышева́ха (укр. Комишуваха) — село на Украине, находится в Амвросиевском районе Донецкой области. Находится под контролем самопровозглашённой Донецкой Народной Республики.

## География
К востоку от села проходит граница между Украиной и Россией.

#### Соседние населённые пункты по странам света
С: Алексеевское, Семёновское
СЗ: —
СВ: —
З: Житенко
В: —
ЮЗ: Калиновое, Успенка
ЮВ: —
Ю: Маныч

## Население
Население по переписи 2001 года составляло 37 человек.

## Общая информация
Код КОАТУУ — 1420680405. Почтовый индекс — 87342. Телефонный код — 6259.

## Адрес местного совета
87342, Донецкая область, Амвросиевский район, с. Алексеевское, ул. Ленина, 39-3-17